# Agrotis alpina
Agrotis alpina là một loài bướm đêm trong họ Noctuidae.